# Miško Kranjec
Miško Kranjec (izvirno Mihael Kranjec; madžarsko Krányecz Mihály), , slovenski pisatelj in urednik, * 15. september 1908,  Velika Polana, † 8. junij 1983, Ljubljana. V 30. letih 20. stoletja so ga v nekaterih časopisih imenovali tudi kot Miha Kranjec ali Mišo Kranjec.

## Življenje
Rodil se je kot drugi od štirih otrok (od najstarejšega: Lojz, Miško, Vanek in Nace) očetu Mihaelu Kranjcu in materi Mariji, rojeni Pücko. Izšel je iz revne kmečko-delavske družine, ki ni imela lastne zemlje. Oče je opravljal sezonska dela, mati pa je služila za naturalije in pletla vzorce za poroke. Kranjec je kot otrok opravljal t. i. malo rihto, vaščanom je oglašal županova obvestila. Po končani osnovni šoli v domačem kraju je obiskoval gimnazijo v Ljubljani. Tu je vstopil v red katoliške vzgoje. Februarja 1922 mu je umrl oče, za njegovo smrt pa je izvedel šele aprila, saj doma niso imeli denarja, da bi ga poklicali na pogreb.  Jeseni 1922 se je vpisal na humanistično gimnazijo, kjer je zemljepis predaval Juš Kozak. Obiskal je prekmurskega klerikalnega politika Jožefa Klekla, ki ga je hladno sprejel, ker sta zastopala različna politična stališča. Sodeloval je v prekmurskem katoliškem dijaškem in študentskem društvu Zavednost. Društvo je predlagalo, naj se konča uporaba prekmurščine v regionalnem tisku in se začne izdajati v knjižni slovenščini. 
Po gimnazijski maturi leta 1930 se je odločil za študij slavistike, a ga je leta 1934 opustil, ker se je posvetil pisateljevanju in novinarstvu. Po poroki se je vrnil v Veliko Polano. Izključili so ga iz katoliškega društva zaradi pisma, v katerem je kritiziral Kleklove izobražence, češ da se ne borijo za socialne in kulturne pravice prekmurskega kmečkega proletariata. Leta 1936 je Klekl ostro kritiziral Kranjčevo literaturo. Kleklovi sodelavci so smešili Kranjčevo literaturo. Jeseni 1938 je Kranjec kandidiral za poslanca na listi združene opozicije. Zanj so agitirali člani in simpatizerji komunistične partije, nekateri izobraženci in levo usmerjeni študentje. Požel je politični uspeh. Konec marca 1941 je bil v Srbiji mobiliziran v jugoslovansko vojsko. Njen razpad je doživel v Karlovcu, od tod pa je pobegnil v Prekmurje. Partija se je odločila, da naj dela naprej v domačem kraju. Bil je med organizatorji odpora proti okupatorju kot član okrožnega narodnoosvobodilnega odbora za Prekmurje. Septembra 1941 so Madžari v soboški grad zaprli čez 40 aktivistov, med njimi tudi Kranjčevo ženo Ivanko in brata Nacija (umrl je v taborišču Dachau). Ko Kranjec ni več mogel ilegalno delovati, je oktobra 1944 odšel v partizane v Savinjsko dolino, od tam pa je bil poklican na osvobojeno ozemlje v Belo krajino. 
Po vojni je bil trikrat izvoljen za predsednika Društva slovenskih pisateljev (1945–48, 1949–51 in 1972–75). Od leta 1945 je bil direktor Cankarjeve založbe ter Slovenskega knjižnega zavoda in bil urednik ljubljanskega Dnevnika. Od leta 1953 je bil član Slovenske akademije znanosti in umetnosti. V tem času se je počutil osamljenega in odrinjenega. S skepso je opazoval Prekmurje, študiral ljudi okrog Kranja in poskušal prodreti v duševnost industrijskega delavstva. Mile Klopčič mu je leta 1957 sporočil, da je Društvo slovenskih pisateljev nagradilo njegov roman Zemlja se z nami premika. Nagrado je odklonil. V tem desetletju je imel poleg razočaranj in spopadov tudi osebne težave. Leta 1959 so ga izvolili za glavnega urednika Prešernove družbe. Počasi se mu je slabšalo zdravje. Imel je težave z ožiljem, pljuči in srcem. Po operaciji ožilja in okrevanju je spet pisal. Še naprej je pomagal pri Prešernovi družbi in bil predsednik založniškega sveta pri Državni založbi Slovenije. Od pisateljev je do konca z njim prijateljeval Ivan Potrč. Umrl je v Ljubljani, pokopan pa je v domači Veliki Polani. 
Miško Kranjec je bil vsestranski umetnik. Rad je slikal na platno in bil je nadarjen glasbenik. V kasnejših letih je rad hodil na lov in ribolov ter bil ljubitelj nogometa. Pogosto je spremljal nogometne tekme nogometnega kluba Olimpija.
Njegova prva žena je bila Ivanka Kranjec (rojena Bizjak), s katero je imel sina Miška mlajšega, sicer znanega slovenskega fotografa. Kasneje je se od Ivanke ločil in poročil z Emo Kranjec (rojena Mekiš). Leta 1955 se jima je rodil sin Matjaž, ki je postal prepoznavni slovenski novinar. Matjaž je na tedanji Fakulteti za sociologijo, politične vede in novinarstvo (danes FDV) diplomiral iz reportaže, zlasti leta pred upokojitvijo pa v svojih novinarskih prispevkih največ pisal o socialnih stiskah družin in posameznikov. Po dedovih stopinjah gre tudi Miškova vnukinja Mankica, sicer novinarka in fotografinja, ki je v čast dedkovi bogati kulturni zapuščini pripravila razširjen fotografski projekt "Po stopinjah mojega deda", v katerem svojega deda predstavi še bolj osebno kot smo ga poznali do sedaj. Razstava je bila prvič na ogled javnosti na Kranjčevo obletnico, 8. junija 2019, v Prekmurju, in nadaljuje svojo pot po vsej Sloveniji.

## Delo
Pisati je začel kot gimnazijec. V šoli so mu naročili, naj razredni učiteljici napiše pesem. Pri sedemnajstih letih je objavil prvo črtico. Pozornost kritike je vzbudil z novelo Smehljaj (1930), objavljeno v zbirki Sedem mladih slovenskih pisateljev. Zgodaj se je odločil za realistični pisateljski način in mu je ostal zvest vse življenje. V slovenski književnosti se je s Kranjcem prvič predstavila nova literarna pokrajina Prekmurje. Spada v literarno smer socialni realizem. Glavne teme in motivi so vaški proletariat, človek in zemlja, sezonski delavec in proletarec, predvojne kapitalistične in povojne socialistične razmere, čas NOB, prodiranje kapitalizma v prekmursko vas, protest proti socialnim krivicam in boj malega človeka. Do pokrajine je izraženo intimno, čustveno razmerje. Prikazal je Prekmurce, ki so šli v svet za zaslužkom, a se s hrepenenjem vračali domov. Izrazitejša avtobiografska dela so romani Mladost v močvirju (1962), Svetlikanje jutra (1968) in še posebej eno njegovih najboljših del Strici so mi povedali (1974).
Pisal je črtice, socialne povesti, pokrajinske kmečke povesti, novele in reportažne ter partizanske romane (Za svetlimi obzorji). Po njegovih delih so posneli nekaj filmov (Strici so mi povedali, Povest o dobrih ljudeh, Življenje v močvirju, Let mrtve ptice ...). 
Miško Kranjec je edini slovenski umetnik, ki je za svoje delo prejel kar tri Prešernove nagrade (dve za literarni deli in eno za življenjsko delo).

## Priznanja

### Odlikovanja in nagrade
- 1945 - red zaslug za ljudstvo s srebrno zvezdo
- 1945 - red dela z rdečo zastavo
- 1947 - red jugoslovanske zastave z lento
- 1960 - red republike z zlatim vencem
- 1959 - Prešernova nagrada za roman Mesec je doma na Bladovici
- 1964 - Prešernova nagrada za roman Mladost v močvirju
- 1976 - Prešernova nagrada za življenjsko delo na področju literarne umetnosti

### Poimenovanja
Po Mišku Kranjcu se imenujejo ulice v Celju, Lendavi, Ljubljani, Mariboru, Moravskih Toplicah, Murski Soboti in Turnišču.
Po njem sta poimenovani dve osnovni šoli, in sicer v Veliki Polani in Ljubljani, Kulturno društvo Miško Kranjec v Veliki Polani in Pohod po Miškovi poti.